# Širákov
Širákov (in ungherese Sirak) è un comune della Slovacchia facente parte del distretto di Veľký Krtíš, nella regione di Banská Bystrica.